# Élections législatives jamaïcaines de 1997
Des élections législatives ont lieu en Jamaïque le 18 décembre 1997. Elles sont remportées par le Parti national du peuple, qui gagne 50 sièges sur 60.

## Résultats
| Parti                          | Votes   | %    | Sièges | +/-     |
| ------------------------------ | ------- | ---- | ------ | ------- |
| Parti national du peuple       | 429 805 | 56,2 | 50     | -2      |
| Parti travailliste de Jamaïque | 297 387 | 38,9 | 10     | +2      |
| Mouvement démocrate national   | 36 707  | 4,8  | 0      | Nouveau |
| Indépendants                   | 885     | 0,1  | 0      | 0       |
| Votes invalides/blancs         | 6 284   | –    | –      | –       |
| Total                          | 771 068 | 100  | 60     | 0       |
| Source : Nohlen                |         |      |        |         |